# Elías Piña (prowincja)
Elías Piña – jedna z 32 prowincji Dominikany. Stolicą prowincji jest miasto Comendador.

## Opis
Prowincja położona na zachodzie Dominikany, zajmuje powierzchnię 1 395 km² i liczy 63 029 mieszkańców 1 grudnia 2010.

## Gminy
| Lp.     | Gmina         | Liczba ludności (2010) | Powierzchnia (km²) |
| ------- | ------------- | ---------------------- | ------------------ |
| 1       | Bánica        | 6 533                  | 266                |
| 2       | Comendador    | 25 924                 | 256                |
| 3       | El Llano      | 8 344                  | 100                |
| 4       | Hondo Valle   | 10 587                 | 123                |
| 5       | Juan Santiago | 4 360                  | 102                |
| 6       | Pedro Santana | 7 281                  | 548                |
| Łącznie |               | 63 029                 | 1 395              |